# 継続性理論
継続性理論（けいぞくせいりろん、英: Continuity theory）は、老年学や老年社会学における用語で、望ましい老化のあり方（サクセスフル・エイジング）を示している。継続理論とも。

## 概要
1960年代、人間の老化に関する社会学の理論として、カミングとヘンリーによって離脱理論が、ロバート・J・ハヴィガーストらによって活動理論が提唱された。離脱理論は、老化とは高齢者と社会の相互行為の減少であるとし、高齢者と社会が離れていくことは避けられないため、高齢者は自ら社会から離脱できるようにし、社会は高齢者が離脱できるようなシステムを作るべきであるとした。一方で活動理論は、高齢者は基本的に中年の頃と同じ程度の欲求を持っており、可能な限り中年の頃の活動を維持していくことが重要であると主張した。
この2つの理論に続く第三の理論として、1989年にロバート・C・アッチリーが提唱したのが継続性理論である。アッチリーは、高齢者は過去の経験やこれまでの社会関係を活かすような適応的選択を行うとした上で、体力の減退等、高齢期の変化に適応しながら、過去の経験と同じような活動やライフスタイルを維持することによって、生活満足度が決定されると主張した。